# Big White Mountain
Der Big White Mountain ist mit 2.315 m Höhe der höchste Berg im Okanagan Highland  in der kanadischen Provinz British Columbia. Er ist außerdem der höchste Gipfel der Beaverdell Range, einer Bergkette im Okanagan Highland, welche zwischen dem Okanagan-Tal im Westen und den Hauptgipfeln der Monashee Mountains im Osten liegt. Der Berg liegt zwischen dem Oberlauf des Kettle River und der Quelle des Damfino Creek. Das Gebiet wird vom Big White Mountain Ecological Reserve gequert.
Der nächsthöhere Gipfel ist der Pinnacle Peak.
Der Berg wird allgemein Big White genannt, ein Name, den er sich mit dem um seinen Gipfel herum gebauten Big White Ski Resort teilt.